# Frankenstein (hrad)
Hrad Frankenstein je zřícenina středověkého hradu, jež se nachází na 370 m vysokém skalním výběžku v německé spolkové zemi Hesensko, asi 5 km jižně od Darmstadtu. Moderní tvrzení, že hrad byl inspirací spisovatelce Mary Shelleyové k sepsání jejího hororového románu Frankenstein není ničím doložené.

## Historie
Hrad Frankenstein nechal před rokem 1250 vybudovat Konrad Reiz von Breubergem a přijal po něm jméno Konrád I. von Frankenstein. První listina z roku 1252, v níž je zmínka o hradu, nese již toto Konrádovo jméno. Konrád I. založil panství Frankenstein, jež podléhalo přímo pod císařskou pravomoc.

V roce 1292 otevřeli Frankensteinové hrad hrabatům z Katzenelnbogenu a spojili se s nimi.

V roce 1363 byl hrad rozdělen na dvě části, aby jej mohly současně obývat dvě různé rodiny pánů a rytířů z Frankensteinu.

Počátkem 15. století došlo k jeho rozšíření a modernizaci. Frankensteinové opět přestali být závislí na hrabatech z Katzenelnbogenu.

Frankensteinové byli silnými oponenty reformace, a proto se dostávali do častých sporů s hesensko-darmstadtskými lankrabaty. V roce 1662 se hlava panství Johannes I. rozhodl jim tento majetek prodat.

Hrad byl poté využíván jako špitál a útočiště, jež nikdo neudržoval, až se z něj v 18. století staly ruiny.
Dvě věže, jež se zachovaly do dnešní doby, jsou historicky nepřesnou rekonstrukcí z poloviny 19. století.

## Zajímavosti
- Zde se narodil a v letech 1673–1734 žil německý alchymista a lékař Johann Konrad Dippel. Podle místní legendy se právě zde tento alchymista snažil přivést k životu mrtvé.
- V roce 1970 byla v areálu hradu zřízena stylová restaurace.
- V roce 1976 zde američtí vojáci založili každoroční tradici Halloweenového festivalu, jenž se v průběhu let stal jedním z největších v Evropě.

Z jedné z pozůstalých věží je výhled na přilehlé údolí s vesnicemi a železnici vedoucí na Kaiserslautern. Na Hrad Frankenstein vede pěší naučná stezka, která začíná hned u nádraží. Na hradě se neplatí žádné vstupné.